# دهستان شیخ‌عامر
دهستان شیخ عامر ، دهستانی از توابع بخش چاه‌ورز شهرستان لامرد است و در جنوب استان فارس واقع شده‌است.
مرکز این دهستان، روستای شیخ‌عامر است.

## جمعیت
براساس سرشماری سال (؟) جمعیت دهستان شیخ عامر (؟)نفر (٬(؟)خانوار) بوده است.